# Batalha de Cedar Mountain
A Batalha de Cedar Mountain, também conhecida como Massacre da Montanha ou Cedar Run, ocorreu em 9 de Agosto de 1862, no condado Culpeper, Virginia, sendo uma das batalhas da Guerra Civil Americana. As forças da União sob o comando do Major General Nathaniel P. Banks atacaram as forças confederadas sob o comando do Major General Thomas J. "Stonewall" Jackson perto de Cedar Mountain quando as tropas confederadas estavam em marcha de Culpeper Court House para impedir um avanço da União pela Virginia central. Após quase ser expulso do campo na primeira parte da batalha, um contra-ataque confederado quebrou as linhas da união resultando em uma vitória da confederação. Esta batalha foi a primeira batalha da Campanha do Norte da Virgínia.

## Pano de Fundo
Por volta de junho de 1862 o Major General George B. MacClellan, cujo exército do Potomac contava aproximadamente 105 000 soldados estava posicionado em vista a Richmond, capital confederada. Situando-se entre o exército do Potomac e a sua capital havia aproximadamente 65 000 soldados confederados organizados no Exército da Virgínia do Norte sob o comando de Robert E. Lee. Destacado de Lee, Jackson seguia com uma tropa de cerca de 15 000 soldados.
Em 26 de junho, o Major General John Pope toma o comando da recém-constituído Exército da Virgínia pela União. Pope posicionou o exército na forma de um arco em toda Virgínia do Norte. O seu flanco direito, sob o comando do Major General Franz Sigel, foi posicionado em Sperryville sobre as Montanhas Blue Ridge, o seu centro, sob o comando do Major General Nathaniel P. Banks, foi posicionado em Little Washington e seu flanco esquerdo sob o comando do Major Gen. Irvin McDowell posicionou-se em Falmouth sobre o rio Rappahannock. Parte do corpo de Banks, a brigada do General de Brigada Samuel W. Crawford e a brigada de cavalaria do General de Brigada John Porter Hatch, estavam estacionados cerca de 20 milhas (32 km) para além da linha da União, em Culpeper Court House.
Robert E. Lee detestava as proclamações bombásticas de Pope contra civis da confederação, e, em resposta aos movimentos de Pope enviou o Major-General Thomas J. "Stonewall" Jackson com 12.000 homens para Gordonsville em 13 de julho. O corpo de Jackson foi posteriormente reforçado, ficando com 24 000 homens, com a divisão do Major Gen. A. P. Hill em 27 de julho. Em 6 de agosto, Pope marchou com suas forças para o sul de Culpeper County, com o objetivo de capturar o entroncamento ferroviário em Gordonsville, em uma tentativa de chamar a atenção da confederação para longe do Major Gen. George B. McClellan que estava em retirada a partir da península da Virgínia.
Em resposta a esta ameaça, Jackson optou por passar à ofensiva, atacando a vanguarda de Pope sob Banks, antes de todo o Exército da Virgínia pudesse ser levado em auxílio da sua posição em Gordonsville. Após derrotar Banks, ele então esperou mover para Culpeper Court House, 26 milhas (42 km) a norte de Gordonsville, o ponto focal do arco formado pela União sobre Virgínia do Norte, para impedir a unificação do exército de Pope. Isso permitiria Jackson lutar e derrotar cada corpo da União separadamente, como tinha feito durante a Campanha do Vale. Assim, Jackson rumou em 7 de agosto para Culpeper. A cavalaria sob o General de Brigada Beverly Robertson foi enviada à frente da expedição para desbaratar a cavalaria federal que guardava as margens do rio e ocupava Rapidan Madison Court House, ameaçando o flanco esquerdo dos confederados a medida que marchavam para o norte. Esta tarefa foi facilmente alcançada por Robertson em 8 de agosto. 
A marcha de Jackson sobre Culpeper Court House foi gravemente prejudicada pela forte onda de calor que atingiu a Virgínia, no início de agosto, bem como pela sua característica sigilosa sobre o seu plano, o que causou confusão entre os seus comandantes de divisão quanto ao exato percurso que havia de ser tomado. Com isso, o chefe de sua coluna tinha progredido apenas 8 milhas (13 km) até a noite de 8 de agosto. A cavalaria federal, embora facilmente deslocada por Robertson, rapidamente retornou a Pope alertando-o com antecedência da presença da confederação. Em resposta, Pope ordenou a Sigel Culpeper Court House para reforçar Banks. Banks foi ordenado a manter uma linha defensiva em uma crista sobre Cedar Run, 7 milhas (11 km) ao sul de Culpeper Court House.

## A Batalha

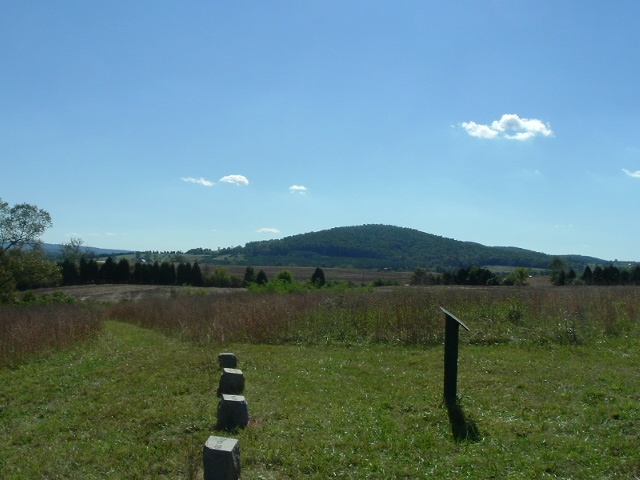
Campo de batalha de Cedar Mountain, olhando para o sul a partir do canto sudoeste do campo onde havia a plantação de trigo

### Posição Confederada
Na manhã de 9 de Agosto, o exército de Jackson atravessou o rio Rapidan em Culpeper County, liderado pela divisão do Major General Richard S. Ewell, seguido pela divisão do General de Brigada Charles S. Winder, com a divisão do Major General A. P. Hill na retaguarda. Pouco antes do meio-dia, a brigada do General de Brigada Jubal Early que era a vanguarda da divisão de Ewell, veio sobre a cavalaria e a artilharia federais ocupando a crista acima de Cedar Run, um pouco a noroeste de Cedar Mountain. Early trouxe suas peças de artilharia e logo um duelo entre as forças opostas começou a medida que Early postou a sua infantaria formada em linha no lado oriental do Culpeper-Orange Turnpike (hoje Rota 15, EUA), na parte mais alta sobre o terreno oposto a ribeira do Cedar Run. Assim que o resto da divisão de Ewell chegou formou o lado direito de Ewell, ancorada contra a encosta norte da montanha e dispuseram seis ~peças de artilharia em seu cume. A divisão de Winder formava o flanco esquerdo, no lado ocidental da Turnpike, com o Gen. Brig. William Taliaferro próximo a Early, e o Coronel Thomas S. Garnett na extremidade esquerda confederação em um campo de trigo na beira de uma floresta. A artilharia de Winder preencheu uma lacuna na estrada entre as duas divisões, a brigada de Stonewall, chefiada pelo coronel Charles R. Ronald, foi trazida em apoio por trás dos canhões. A divisão de A. P. Hill, ainda em marcha até a Turnpike, foi instruída a ficar na reserva na esquerda da formação confederada.

### Posição da União
Os Federais formavam uma linha sobre um cume acima de Cedar Run, com a brigada do Gen. Brig. Samuel W. Crawford formando o flanco direito da União em um campo em frente ao Garnett e a divisão do Gen. Brig. Christopher C. Auger formando o lado esquerdo da a União a leste da Turnpike. A brigada do Gen. Brig. John W. Geary 's brigada foi firmada em Turnpike oposto a Taliaferro, enquanto a brigada do Gen. Brig. Prince Henry ficou estabelecida na extremidade esquerda oposta a Ewell. A brigada do Gen. Brig. George S. Greene foi mantida em reserva na retaguarda.

### O Ataque da União
Um pouco antes de 5:00 a medida que a barragem de artilharia começou a desvanecer, o Gen. de Brigada Winder caiu, mortalmente ferido por um fragmento de cápsula. A disposição de seu lado do campo ainda estava incompleta. A brigada de Garnett ficou isolada da linha confederada principal, e com o seu flanco perigosamente exposto à floresta. Era para que a brigada de Stonewall viesse para apoiá-los, mas se manteve uma meia milha de distância por detrás da artilharia. Antes que a liderança pudesse ser restaurada apropriadamente para aquela divisão o ataque da União começou. Geary e Prince foram enviados contra o flanco direito da Confederação. O avanço Federal foi rápido e ameaçou quebrar a linha da confederação, fazendo com que Early viesse a galope para a frente, vindo de Cedar Mountain, onde ele estava a posicionar as tropas. A presença estabilizante de Early e o poder de fogo das armas confederadas travou o avanço da União sobre o flanco direito da confederação. À esquerda Crawford atacou a divisão de Winder, enviando uma brigada directamente contra a linha da confederação e outra brigada pela floresta em um movimento de flanqueamento. O Federais vieram pela floresta diretamente contra o flanco do 1º Virgínia, que sob a pressão do ataque em duas frentes recuou para a retaguarda. Os Federais pressionaram, não esperando para reformar as suas linhas, atacando através do flanqueado 42º da Virgínia até que encontraram com Taliaferro e a artilharia da retaguarda. Jackson ordenou a retirada antes que as baterias fossem capturadas, mas Taliaferro e a esquerda de Early foram duramente atingidos pela União e ameaçaram quebrar.

### OContra-ataqueConfederado
Neste terrível momento, o Gen. Jackson cavalgou para esta parte do campo para reagrupar os soldados e veio de encontro a sua antiga brigada finalmente conseguindo os trazer para reforçar a linha. Pretendendo inspirar as tropas lá, ele tentou brandir sua espada, porém, devido à infreqüência com que ele a sacava da bainha, esta estava enferrujada e, conseqüentemente, ele foi incapaz de sacar ela. Destemido, ele agitou a espada, com bainha e tudo, sobre sua cabeça. Em seguida, ele agarrou uma bandeira confederada de batalha de um soldado em retirada e gritou com os seus homens para se reunirem em torno dele. A Brigada Stonewall, mobilizada pelo seu comandante, lançou-se contra o desorganizado avanço da União, que estava além do seu limite e sem suporte adequado, empurrando-o de volta. Em seu zelo, a brigada perseguiu os Federais a medida que eles recuavam, mas logo se encontraram elas mesmas a frente das posições confederadas e sem suporte. Os Federais se refizeram e atacaram, empurrando o 4º e o 27º da Virginia para trás mas as ações da brigada Stonewall deram a linha confederada tempo para se recompor e as tropas de A. P. Hill subiram e preencheram as lacunas deixadas pelos regimentos de Winder. Jackson ordenou a Hill e Ewell para avançar. A direita da União imediatamente entrou em colapso. Ewell, tendo dificuldade silenciando seus canhões, se atrasou, mas o flanco esquerdo da Uniãocomeçou a vacilar a vista do recuo de Crawford e finalmente foram quebrados por uma carga de cavalaria vinda morro abaixo de Cedar Mountain pela brigada do Gen. de Brigada Isaac R. Trimble.

### Perseguição Confederada
Apesar de trazer a brigada de Greene da reserva, em apoio, por volta das 7h00 a União já estava em completa retirada. Em um último esforço para ajudar a cobrir a retirada de sua infantaria, Banks enviou dois esquadrões de cavalaria contra a linha confederada. Eles se encontraram com uma devastadora saraivada partindo da infantaria confederada postada atrás de uma cerca na estrada, fazendo com que somente 71 de 174 soldados conseguissem escapar. A infantaria da confederação e a sétima cavalaria da Virgínia do Brig. General William E. Jones fervorosamente perseguiram os Federais em recuo, quase capturando Banks e Pope, que estavam em seu quartel general uma milha atrás da linha Federal. Depois de uma milha e meia de perseguição, Jackson ficou cansado e a escuridão tomou conta do campo de batalha, além dele estar incerto sobre a localização do restante do exército de Pope. Por último, vários soldados da União capturados pelo 7º da Virgínia informaram os confederados que Pope estava trazendo Sigel para reforçar Banks. Assim, Jackson encerrou a perseguição e cerca de 10h00 os combates já haviam cessado.

### Resultado
Por dois dias Jackson manteve a posição ao sul de Cedar Run, na encosta ocidental da serra, à espera do ataque dos Federais o que não veio a ocorrer. Finalmente, recebendo notícias de que todos os exército de Pope tinham chegado a Culpeper Court House, em 12 de agosto de Jackson voltou para Gordonsville para uma posição mais defensiva por trás do Rio Rapidan.
Tempo e má comunicação com os seus comandantes de divisão roubaram de Jackson a iniciativa na luta. Ainda com a expectativa de enfrentar o mesmo adversário cauteloso a partir do vale, ele foi apanhado de surpresa e muito perto esteve de ser expulso do campo. Excelente comando pelo confederados, no momento crucial da batalha e a sincronização fortuita da chegada de Hill afastaram a derrota, eventualmente permitindo que a superioridade numérica ocasionasse a expulsão dos Federais do campo de batalha. Por sua parte, Banks, tendo sido derrotado por Jackson na sua Campanha do Vale, estava ansioso para compensar as perdas anteriores. Ao invés de lutar uma batalha defensiva a partir de uma posição forte, dando tempo para que o resto do exército de Pope chegasse, ele decidiu tomar a iniciativa e atacar Jackson antes que ele pudesse preencher plenamente a sua linha, apesar de estar em desvantagem de 2 para 1. A jogada ousada quase valeu a pena, mas no final ele foi novamente derrotado por seu velho inimigo.
Com Jackson à solta, ameaçando as forças da União, o general-em-chefe Henry W. Halleck ficou apreensivo e apelou para que Pope fizesse um avanço sobre Gordonsville, dando assim a Lee a iniciativa da campanha na Virgínia do Norte. A batalha deslocou lutar eficazmente na Virgínia da Virgínia do Norte da Península em Virgínia. A batalha deslocou eficazmente a luta na Virgínia da Península da Virgínia para a Virgínia do Norte.